# Athenaea
Athenaea ist eine Pflanzengattung in der Familie der Nachtschattengewächse (Solanaceae). Die vor 2019 etwa sieben Arten sind in Brasilien verbreitet.

## Beschreibung
Für die etwa sieben Arten von Athenaea s. str. gilt:

### Vegetative Merkmale
Athenaea-Arten sind Sträucher, die Wuchshöhen von 1,5 bis 3 Metern erreichen. Vor allem die Laubblätter und Blütenkelche, aber auch andere Pflanzenteile sind auffällig behaart (Indument). Die Behaarung kann borstig, rauhaarig oder filzig, sowie drüsig oder klebrig-drüsig sein. Die Trichome sind vielzellig, unverzweigt und gelblich-braun oder drüsig und dann weißlich und mit einer verlängerten, rosafarben oder dunkelviolett gefärbten Spitze versehen.
Die Laubblätter stehen meist paarweise, nur selten auch einzeln. Die Blattstiele sind selten 6 bis, meist 9 bis 20 Millimeter lang; die Laubblätter von Athenaea martiana sind sitzend. Haben die Blätter Blattstiele, laufen die Blattspreiten nicht an ihnen herab. Die einfachen Blattspreiten sind bei einer Länge von meist etwa 13 Zentimetern, selten 19,5 bis zu 40,5 Zentimetern sowie einer Breite von selten 5,7 bis, meist 9,3 bis 14,6 Zentimetern eiförmig, elliptisch oder schmal-elliptisch.

### Blütenstände und Blüten
Die Blüten stehen meist in Gruppen aus zwei bis sechs, selten auch einzeln an langen Blütenstielen.
Die zwittrigen Blüten sind fünfzählig mit doppelter Blütenhülle. Der Kelch ist je nach Art entweder 2,5 bis 5 Millimeter oder 6 bis 10 (selten 5 bis 12) Millimeter lang. Die einzelnen Kelchblätter sind kaum miteinander verwachsen und gleich groß oder nahezu gleich groß. Ihre Form ist dreieckig, eiförmig oder langgestreckt, in Ausnahmen auch herzförmig. Die Basis ist ohrförmig und länger als breit. Die radförmige, weiße und innen unbehaarte und mit grünen oder roten Punkten besetzte Krone ist je nach Art 6 bis 8,5 Millimeter oder 10 bis 17 Millimeter lang und fünfteilig. Die einzelnen Kronlappen sind eiförmig bis schmal eiförmig und zwei- bis viermal so lang wie der relativ kurze Bereich, in dem die Kronblätter miteinander verwachsen sind.
Die fünf Staubblätter besitzen dorsal fixierte Staubbeutel, die je nach Art 1,5 bis 2,2 mm oder 2,5 bis 3 mm lang und damit meist länger als die unbehaarten Staubfäden sind. Selten sind die Staubfäden auch genauso lang oder etwas länger als die Staubbeutel. Die Theka stehen nur in einem kleinen, unten befindlichen Bereich frei voneinander. Die vergrößerte Basis der Staubfäden, die mit den Kronblättern verwachsen ist, ist deutlich ausgeprägt und mit zwei kurzen seitlichen Zähnen oder Öhrchen besetzt, die gelegentlich halb so lang wie der miteinander verwachsene Teil der Kronblätter werden können. Der Fruchtknoten ist unbehaart oder nur im oberen Teil mit kurzen köpfchenförmigen Trichomen besetzt, ein ringförmiges Nektarium ist vom Fruchtknoten umschlossen. Der Griffel ist nahezu pfriemförmig und innerhalb von Blüten eines Pflanzenexemplares verschiedengestaltig und entweder 2,5 bis 4 Millimeter lang oder nur 0,8 bis 1,5 (selten bis 3,5) Millimeter lang. Die Narbe ist scheibenförmig und eingedrückt.

### Früchte und Samen
Die Früchte werden vollständig oder zumindest zum Teil von den sich auf die bis zu siebenfache Länge vergrößernden Kelchblättern umgeben. Die Beeren sind bei einer Länge von etwa 15 Millimetern sowie einem Durchmesser von etwa 9 Millimetern eiförmig und ohne Steinkörper. Das Perikarp der Früchte ist gelblich, kahl, verkahlend oder fein behaart, wobei die Trichome gelegentlich köpfchenförmig sind. Die Beeren enthalten eine Vielzahl nahezu nierenförmiger, flacher und eingedrückter Samen, die eine Länge von meist 2,7 bis 3,8 (2,4 bis 4,2) Millimetern aufweisen. Die Samenschale (Testa) ist wabenartig strukturiert. Die Zellen der Samenoberfläche besitzen tiefe, schwach wellige, senkrecht nach oben stehende Zellwände, die an den Ecken säulenartige Verdickungen unterschiedlicher Höhe bilden. Der Embryo ist gebogen, die Keimblätter sind deutlich kürzer als der restliche Embryo, Endosperm ist reichlich vorhanden.

## Vorkommen
Die Athenaea-Arten kommen in Brasilien zwischen dem 14 und 28 südlichen Längengrad vor. Dieses Gebiet umfasst die brasilianischen Bundesstaaten Bahia, Espírito Santo, Minas Gerais, Rio de Janeiro, São Paulo, Paraná und Santa Catarina. Athenaea fasciculata ist wesentlich weiter verbreitet.
Athenaea-Arten wachsen an hellen Standorten in Höhenlagen bis zu 2000 Metern.

## Systematik

### Taxonomie
Die Gattung Athenaea wurde 1846 durch Otto Sendtner in Carl Friedrich Philipp von Martius (Hrsg.): Flora Brasiliensis, Band 10, Seite 133 aufgestellt. Der Gattungsname Athenaea wurde wahrscheinlich nach der griechischen Göttin der Weisheit Athene gewählt. Die Typusart der Gattung ist Athenaea picta. Synonyme für Athenaea Sendtn. sind: Aureliana Sendtn., Witheringia Miers

### Äußere Systematik
Innerhalb der Solanaceae wird die Gattung Athenaea in die Unterfamilie Solanoideae eingeordnet. In der Systematik nach Armando Hunziker ist sie in der Tribus Solaneae und dort im Untertribus Capsicinae eingeordnet. Entsprechend phylogenetischer Untersuchungen ordnen Olmstead etm al. 2007 die Gattung Athenaea jedoch nicht nahe den Paprika (Capsicum) ein, sondern stellen sie zusammen mit den Gattungen Archiphysalis, Aureliana, Discopodium, Mellissia, Nothocestrum, Physaliastrum, Tubocapsicum und Withania in die Klade Withaninae, die wiederum Teil der Klade Physaleae ist.

### Innere Systematik
Die Gattung Athenaea hat etwa sieben Arten enthalten und enthält seit 2019 fünf Arten mehr:
- Athenaea angustifolia (Alm.-Lafetá) I.M.C.Rodrigues & Stehmann (Syn.: Aureliana angustifolia Alm.-Lafetá): Diese Neukombination erfolgte 2019. Sie kommt im südöstlichen Brasilien vor.[1]
- Athenaea anonacea Sendtn. (Syn.: Athenaea pereirae Barboza & A.T.Hunz.): Sie kommt im südöstlichen Brasilien vor.[2]
- Athenaea brasiliana Hunz.: Sie kommt im südöstlichen und im südlichen Brasilien vor.[2]
- Athenaea cuspidata Witas.: Sie kommt im östlichen Brasilien vor.[2]
- Athenaea fasciculata (Vell.) I.M.C.Rodrigues & Stehmann (Syn.: Aureliana fasciculata (Vell.) Sendtn.): Diese Neukombination erfolgte 2019. Sie ist in Südamerika verbreitet.[1]
- Athenaea martiana Sendtn.: Sie kommt im südöstlichen Brasilien vor.[2]
- Athenaea picta (Mart.) Sendtn.: Sie kommt im südöstlichen bis südlichen Brasilien vor.[2]
- Athenaea pogogena (Moric.) Sendtn. (Syn.: Athenaea micrantha Sendtn.): Sie kommt im östliches Brasilien vor.[2]
- Athenaea sellowiana (Sendtn.) I.M.C.Rodrigues & Stehmann (Syn.: Aureliana sellowiana (Sendtn.) Barboza & Stehmann): Diese Neukombination erfolgte 2019. Sie kommt im südöstlichen Brasilien vor.[1]
- Athenaea tomentosa (Sendtn.) I.M.C.Rodrigues & Stehmann (Syn.: Aureliana tomentosa Sendtn.): Diese Neukombination erfolgte 2019. Sie kommt im südöstlichen bis südlichen Brasilien vor.[1]
- Athenaea velutina (Sendtn.) D’Arcy: Sie kommt im zentralen Brasilien vor.[2]
- Athenaea wettsteiniana (Witasek) I.M.C.Rodrigues & Stehmann (Syn.: Aureliana wettsteiniana (Witasek) Hunz. & Barboza): Diese Neukombination erfolgte 2019. Sie kommt im südöstlichen bis südlichen Brasilien vor.[1]